# Trzy kolory
Trzy kolory – trylogia filmowa polskiego reżysera Krzysztofa Kieślowskiego zrealizowana w koprodukcji francusko-polsko-szwajcarskiej. Przy wszystkich jej częściach pracowali także scenarzysta Krzysztof Piesiewicz oraz kompozytor Zbigniew Preisner.
Tytuły poszczególnych filmów wchodzących w skład cyklu nawiązują do kolorów francuskiej flagi. Historie w nich opowiedziane opierają się na haśle Wolność, równość, braterstwo (fr. Liberté-Égalité-Fraternité), pochodzącym z czasów rewolucji francuskiej. W każdym filmie opowiedziane są niezależne od siebie historie, w każdym występują inni aktorzy, ale główni bohaterowie poszczególnych "kolorów" spotykają się ze sobą w finałowej scenie Czerwonego. 
W skład trylogii wchodzą:
- Trzy kolory. Niebieski (Trois couleurs: Bleu, 1993)
- Trzy kolory. Biały (Trois couleurs: Blanc, 1993)
- Trzy kolory. Czerwony (Trois couleurs: Rouge, 1994)

Francuski jest językiem dominującym w Niebieskim i Czerwonym, a język polski w Białym. 
Akcja Niebieskiego rozgrywa się w Paryżu, Białego w Paryżu i Warszawie, a Czerwonego w Genewie.